# حالة تسلل (فلم)
أوفسايد (فارسية : آفسايد) هو فيلم إيراني من إنتاج 2006 يدور حول مجموعة من الفتيات اللاتي تحاولن الدخول لمشاهدة بطولة كأس العالم لكرة القدم لكنهن ممنوعات بحكم القانون الإيراني الذي يحظر دخول السيدات لمدرجات ملاعب كرة القدم.

## نبذة
فتاة تتنكر في هيئة رجل لتدس نفسها في أحد صفوف المشجعين الرجال الإيرانيين لكرة القدم، وقبل أن تبدأ المباراة مباشرة يتم القبض عليها وتحتجز في زنزانة مع مجموعة من الفتيات الأخرى ات اللاتي حاولن فعل الشيء نفسه، لكي يتم تسليمهن إلى شرطة الآداب بعد المباراة ولكن حتى ذلك الحين فهم يعذبن من الهتافات المستمرة أثناء المباراة التي لا يستطعن رؤيتها. وقبل أنتهاء المباراة سيحاولن فعل أي شيء يخطر ببالهن لرؤية الجزء المتبقي.

## الجوائز
في عام 2006، فاز الفيلم بجائزة الدب الفضي في مهرجان برلين السينمائي الدولي، ووقع عليه الاختيار الرسمي لمهرجان نيويورك السينمائي الدولي ومهرجان تورنتو السينمائي الدولي في نفس العام.

## وصلات خارجية
- مقالات تستعمل روابط فنية بلا صلة مع ويكي بيانات
- الموقع الرسمي للفيلم.
- أوفسايد في موقع IMDB.